# Protesty przeciw polityce covidowej w Chinach w 2022

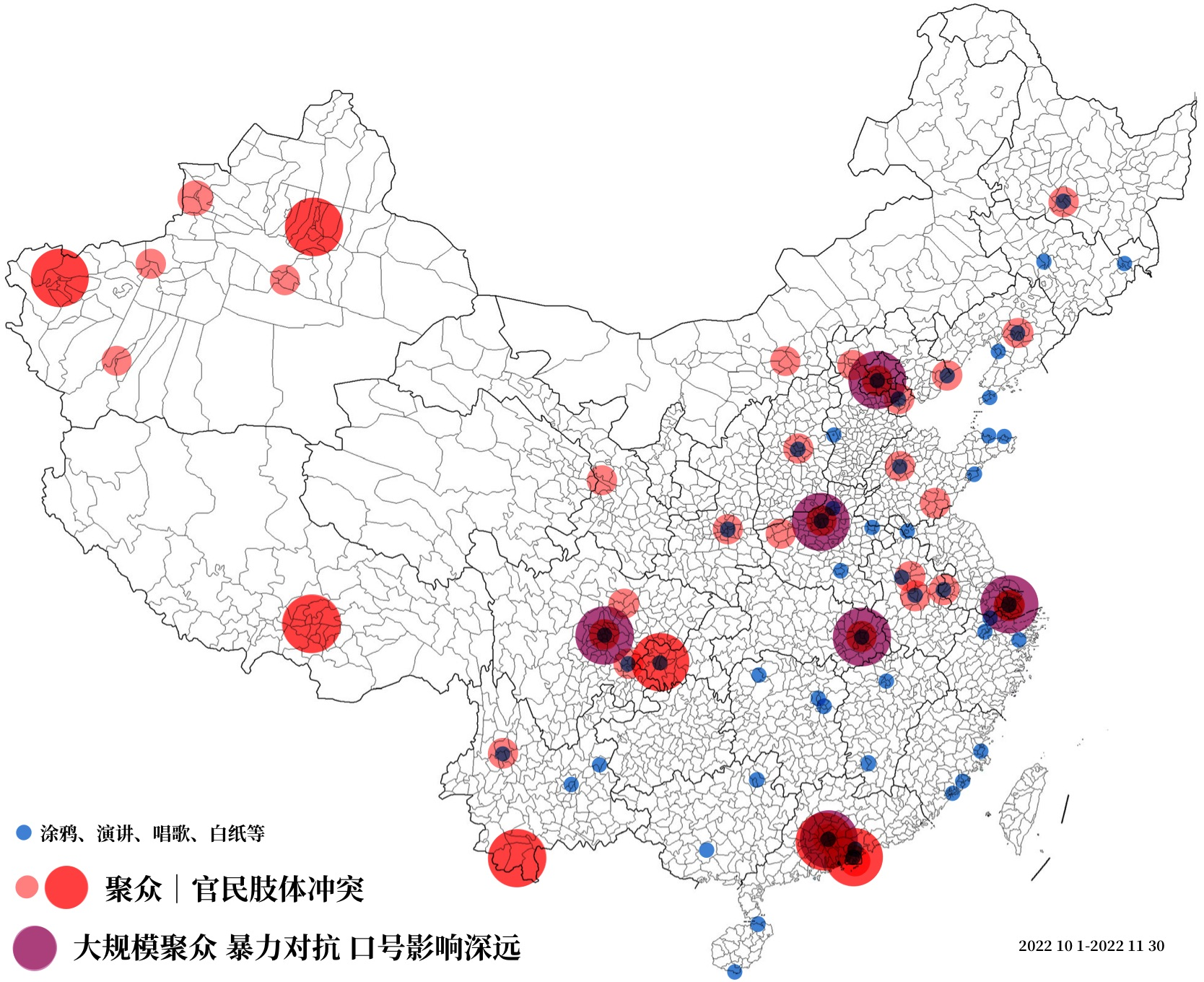
mapa protestów, do 30 listopada

Protesty przeciw polityce covidowej w Chinach w 2022 – seria protestów przeciwko polityce „zero covid”, która rozpoczęła się w Chińskiej Republice Ludowej 15 listopada 2022 roku. Protesty są uważane za największy ogólnokrajowy wiec antyrządowy w Chinach od Protestów na placu Niebiańskiego Spokoju w 1989 roku.

## Wstęp
Protesty rozpoczęły się w odpowiedzi na działania podjęte przez chiński rząd w celu zapobieżenia rozprzestrzenianiu się COVID-19 w kraju, w tym wdrożenie polityki zerowej COVID-19. Niezadowolenie z tej polityki wzrosło od początku pandemii, która pozostawiła wiele osób w domach bez pracy, a niektórzy nie byli w stanie kupić artykułów pierwszej potrzeby.
O ile protesty na małą skalę rozpoczęły się na początku listopada, to powszechne niepokoje społeczne wybuchły po śmiertelnym pożarze w Urumczi, w którym zginęło dziesięć osób, trzy miesiące po zamknięciu Sinciangu.
Protestujący domagali się zakończenia rządowej polityki zerowej COVID-19 i blokad, a niektórzy rozszerzyli swój protest na kierownictwo Komunistycznej Partii Chin i przewodniczącego Xi Jinpinga.